# 1Borneo
1Borneo霸级市场是目前东马最大規模及最宏偉的購物廣場，坐落于沙巴大学旁和Alamesra住宅区。

## 相關事件
- 2019年1月1日，7人业主管委会接管该商场。[1]
- 2018年積欠電費遭沙巴電力公司（英语：Sabah Electricity）冷气斷電事件
  - 7月20日下午3時30分沙電確認收得欠款首期的350萬令吉（並由業者公會替換原管理層取得商場經營權）後恢復商場冷氣供電終結九天缺電困境。粗估仍欠524萬令吉（需按時付清新增電費），繼12次月繳10萬令吉後，後續則改為月繳15萬令吉；若進展順利，2021年下半年可結清欠額。[2][3]
  - 7月17日冷氣已經第六天斷電，管理層發文告否認行賄。業者亦擔憂商場數家主要租戶若撤離將引發連鎖效應；同時對於此前獲州政府所聲援—首期300萬令吉付款方案，毫不獲沙電理睬感到費解。據知商場業者營業額大幅下滑60至80%，不少商家員工沒來上班，商場已面臨倒閉的危機。[4][5]
  - 7月14日沙電發文告指出13日因有人在商場向該公司高層行政人員行賄，期望無需繳清欠款即可恢復供電，該公司則向反貪會亞庇辦事處報案。涉及協調的副內政部長望沙電可接受300萬令吉的方案，先讓管理層運作三個月；避免商場因供電問題流失客源至終倒閉，導致沙電亦承受嚴重損失的局面。[6][7]
  - 7月13日沙电经交涉，同意至少缴付350万令吉就可接回供电。[8]
  - 7月11日早上8时30分因未能缴清874萬令吉電費，再度遭中斷冷氣供電；致使主要租户百盛暂缓续约7月底届满的租期，另有三家公司表示欲撤出。商场每月的管理费为30万令吉，电费则达70万令吉，使得欠款最多时累计逾900万令吉。[9][10]
  - 7月9日管理層筹获280万令吉（200萬令吉抵押金、70萬令吉電費及10萬令吉欠款）用以延续下个月的供电，但沙电坚持必须付清此前尚拖欠的874万令吉。[7][8]
  - 6月27日早因仍未處理積欠的930萬令吉電費，遭中斷冷气供電；於午間繳付70萬令吉後，才未導致全面斷電，沙巴電力公司要求至少繳付100萬令吉才恢復冷氣供電。[11][12]

## 相关连接
1Borneo 网站（页面存档备份，存于）